# Bateau de Gredstedbro
Le bateau de Gredstedbro est un navire datant des environs de 610, découvert en 1945 lors de travaux sur la rivière Kongeå (en) dans le Danemark-du-Sud (Syddanmark).
Actuellement seulement trois parties du bateau sont connues, les fouilles se poursuivant toujours quant à la recherche des restes de l'épave.
Ces trois pièces, une membrure, un fragment de l'étrave ou de l'étambot et une partie de la quille, nous permettent d'avoir une idée des changements dans la technique de construction navale intervenus entre des bateaux comme celui du Nydam (ca. 315) et ceux de l'Âge des Vikings (ca. 800 - 1050). 

## Les fouilles

### La découverte
En 1945, lors de travaux de normalisation du courant sur la rivière Kongeå, près du village de Gredstedbro situé dans la commune d'Esbjerg, à environ 6 km de l'embouchure entre les îles de Fanø et Manø, un engin de chantier a mis au jour trois artéfacts qui sont envoyés au musée de Ribe.
Pris tout d'abord pour des éléments de pont en 1964, il fut découvert qu'il s'agissait de morceaux d'un bateau. Les pièces ont donc été envoyées au Musée national du Danemark pour expertise.

### Les fouilles ultérieures
Depuis la découverte de la vraie nature de ces pièces de bois, de nouvelles campagnes de fouilles ont été menées, sans malheureusement de résultat.
En 1981, des sondages par géoradar ont été réalisés dans une zone de 90 mètres sur 14 mètres le long de la berge. Malheureusement si cela a permis de retrouver l'ancien lit de la rivière, le navire n'a pas été trouvé, ni par géoradar ni par carottage.
En janvier 2008, des étudiants en archéologie sous-marine de l'Université du Danemark du Sud, dont le campus est à Esbjerg, ont fouillé la rive Sud de la rivière. Un morceau de bois a été retrouvé ; celui-ci est trop petit et sans caractéristique spéciale pour être identifié. Il a néanmoins été découvert dans la zone où le bateau a le plus de chances de toujours se trouver.
Les recherches continuent car si l'on découvrait l'épave, même incomplète, on pourrait grandement faire progresser la compréhension de l'évolution des techniques navales, ayant conduit les bateaux du type de celui de Nydam à donner naissance aux  navires de l'Âge des Vikings.

### Datation au carbone 14
La datation au carbone 14 donne 610 comme année de naissance des arbres constituant les chevilles en (+/- 100 ans). Cependant, la datation au carbone 14 ne donne que l'âge des bois testés, et non la date exacte de construction ; elle en fournit une limite inférieure.

## Les éléments découverts

### La membrure
C'est une pièce monobloc de chêne, taillée dans un morceau naturellement courbe (bois tors). Seul un côté est intact, l'autre étant coupé après le coude de la membrure. La partie intacte possède sept encoches destinées à recevoir les virures du bordage à clin. Les planches de virure sont chevillées toutes les deux encoches. La coupe des encoches et la forme du couple indiquent que ce dernier était probablement situé près de la proue ou de la poupe.
La section de la membrure est en forme de goutte afin de minimiser la zone de contact entre le couple et la virure. La varangue mesure 26 cm de haut pour 12 cm d'épaisseur, la partie préservée des allonges mesure 1,8 m, probablement 2,2  à   2,3 m à l'origine.

### L'étambot, ou l'étrave
Ce fragment, pouvant être soit l'étrave soit l'étambot, mesure 1,3 mètre de long. Il semblait être fixé à la quille à l'aide assemblage en biseau horizontal semblable à celui du bateau de Nydam, l'extrémité supérieure étant manquante. Une râblure de 4 cm de large pour 1,8 cm de profondeur la parcourt, munie de trous pour les clous de la virure de galbord tous les 19 à 21 cm.

### La quille
Ce qui reste de la quille est un morceau de chêne d'une longueur de 2,03 m, La hauteur devait être de 10 cm avec une largeur de 16 cm. Elle possède une râblure d'une profondeur de 1,2 cm sur 5 cm de large, où venait se fixer la virure de galbord à l'aide de clous (ou chevilles) tous les 18,5  à   20,5 cm (les trous sont toujours visibles).
D'après la longueur estimée de la quille, le bateau devait avoir une longueur comprise entre 20  et   25 mètres. L'usure due au frottement nous indique de fréquents échouages volontaires.

## Évolution de la technique navale
Le bateau de Gredstedbro, se trouvent chronologiquement entre celui de Nydam, ou les bateaux-tombes norvégiens, et les bateaux de l'Âge des Vikings. Il présente des caractéristiques tantôt anciennes, tantôt plus modernes.

### Caractéristiques de type archaïque
- Section des couples en forme de goutte d'eau.
- Écart (embrèvement) inférieur qui se fixe sur la quille à l'aide d'un assemblage en biseau horizontal (vertical sur les bateaux de l'âge des Vikings).
- Seulement la moitié des virures sont fixées aux encoches.
- Quille avec une section basse et large.

### Caractéristiques de type moderne
- Encoches des couples de facture moderne.
- Les fixations des virures sur les membrures sont effectuées à l'aide de chevilles de bois.

Sur la base des maigres indices trouvés à cause de l'état fragmentaire, il est difficile de décrire l'allure du bateau original. Néanmoins les similarités avec le bateau de Nydam font penser qu'il s'agissait d'un navire marin large, propulsé à l'aviron. Vu de loin il devait plus ressembler au bateau de Nydam qu'à un navire de l'Âge des Vikings à voile carrée du IXe siècle.